# Frederick Abueg
Frederick „Erick“ F. Abueg ist ein philippinischer Politiker der Partidong Pagbabago ng Palawan (PPP), der seit 2013 Mitglied des Repräsentantenhauses ist.

## Leben
Abueg ist ein Sohn des Politikers Alfredo Amor E. Abueg, Jr. Nachdem sein Vater 1992 Mitglied des Repräsentantenhauses wurde, war er zunächst zwischen 1992 und 1998 dessen Rechtsberater. Daneben absolvierte er ein Studium der Politikwissenschaften an der Manuel L. Quezon University, das er 1996 mit einem Bachelor of Science (B.S. Political Science) abschloss. Danach begann er ein Studium der Rechtswissenschaften, das er 2001 mit einem Bachelor of Laws (LL.B.) beendete. Zugleich war er von 1998 bis 2001 Stabschef von Alfredo Abueg während dessen dritter Legislaturperiode als Mitglied des Repräsentantenhauses.
2003 wechselte Abueg in den Malacañang-Palast, den Amtssitz des Präsidenten der Philippinen, und war dort bis 2010 Technischer Berater des Präsidialassistenten von Präsidentin Gloria Macapagal-Arroyo für die Region MIMAROPA, die sich aus den Provinzen Mindoro (Occidental Mindoro, Oriental Mindoro), Marinduque, Romblon und Palawan zusammensetzt. Während dieser Zeit erhielt er am 6. Mai 2005 seine anwaltliche Zulassung (Philippine Bar). Am 1. Juli 2010 wurde er Mitglied des Provinzparlaments von Palawan (Sangguniang Panlalawigan ng Palawan), dem er bis zum 30. Juni 2013 angehörte.
Bei den Wahlen zum Repräsentantenhaus am 13. Mai 2013 wurde Abueg für die Partidong Pagbabago ng Palawan (PPP) im Wahlkreis Palawand 2nd District erstmals zum Mitglied des Repräsentantenhauses gewählt. Dabei konnte er sich mit 57.485 Stimmen (50,03 Prozent) mit einer Mehrheit von 18.761 Stimmen (16,33 Prozentpunkte) deutlich gegen den Kandidaten der Nacionalista Party, Ramon Mitra III, durchsetzen, auf den 38.724 Wählerstimmen (33,7 Prozent) entfielen.